# Anežka Hohenlohe-Langenburská
Marie Anežka Henrieta Hohenlohe-Langenburská (německy Marie Agnes Henriette zu Hohenlohe-Langenburg, 5. prosince 1804, Langenburg – 9. září 1835) byla se narodila na zámku v Langenburgu v Bádensku-Württembersku jako princezna v rodu Hohenlohe-Langenburg. Sňatkem s Konstantinem, dědičným knížetem z Löwenstein-Wertheim-Rosenberg, se stala také členkou rodu Löwenstein-Wertheim a dědičnou kněžnou. Prostřednictvím své dcery Adelaidy byla Anežka předkem členů mnoha královských rodin.

## Život
Anežka se narodila jako desáté dítě Karla Ludvíka Hohenlohe-Langenburského a jeho manželky Amálie Henriety ze Solms-Baruth. Měla bratra Arnošta a sestru Helenu.

### Manželství a potomstvo

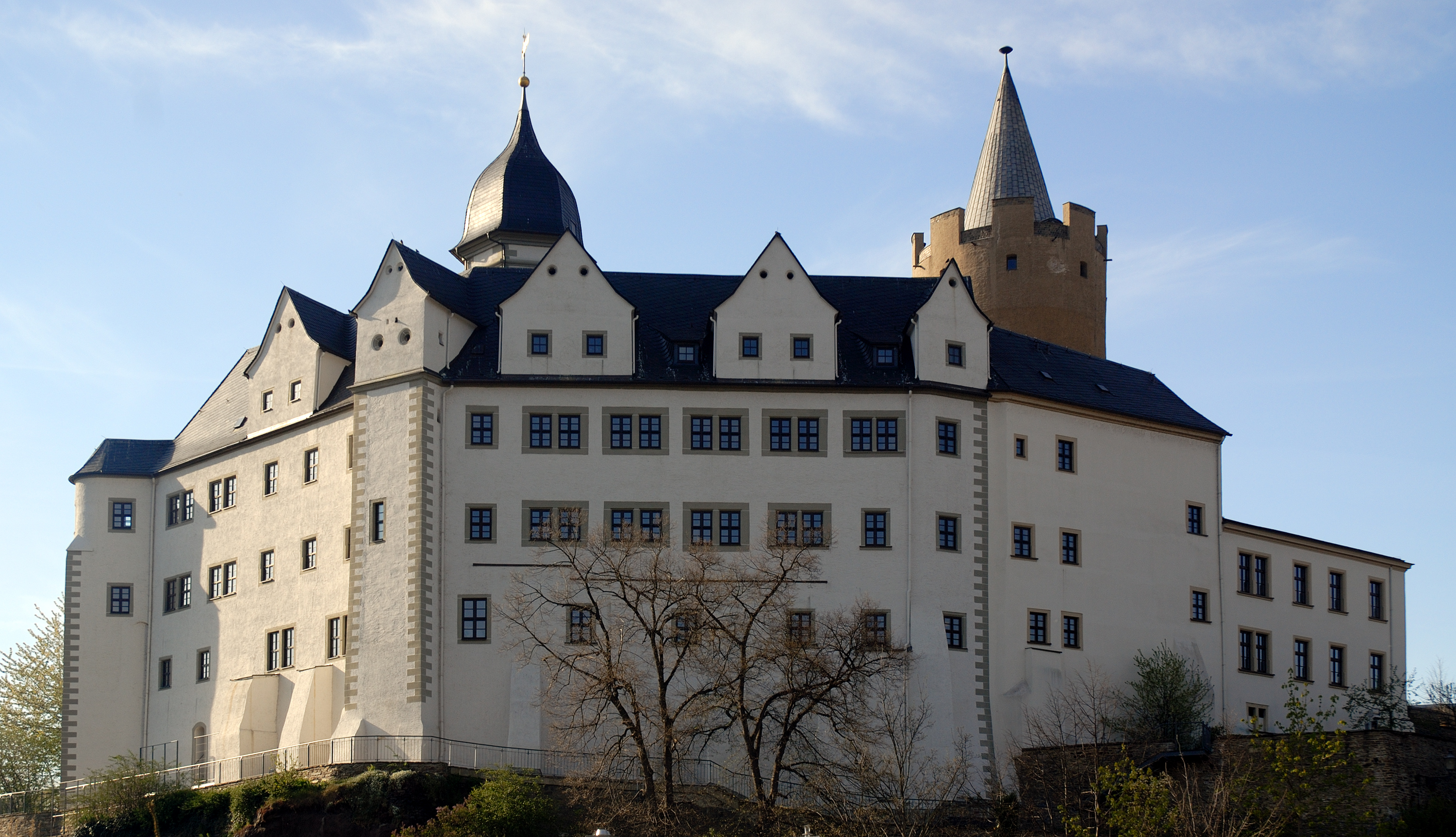
zámek Wildeck, město Zschopau

Anežka se 31. května 1829 v krušnohorském zámku Wildeck nad městem Zschopau v Sasku provdala za dědičného knížete Konstantina Josefa z Löwenstein-Wertheim-Rosenbergu, jediného přeživšího syna knížete Karla Tomáše a kněžny Žofie, rozené Windischgrätzové. Manželé žili převážně v Čechách, na svém bezdružickém panství, na zámku v Boru u Tachova (kde Anežka později zemřela) a v Praze, kde bydleli ve Šternberském paláci čp. 7/III na Malostranském náměstí 19 s tchánovou rodinou. Anežka měla s Konstantinem dvě děti.

#### Potomci

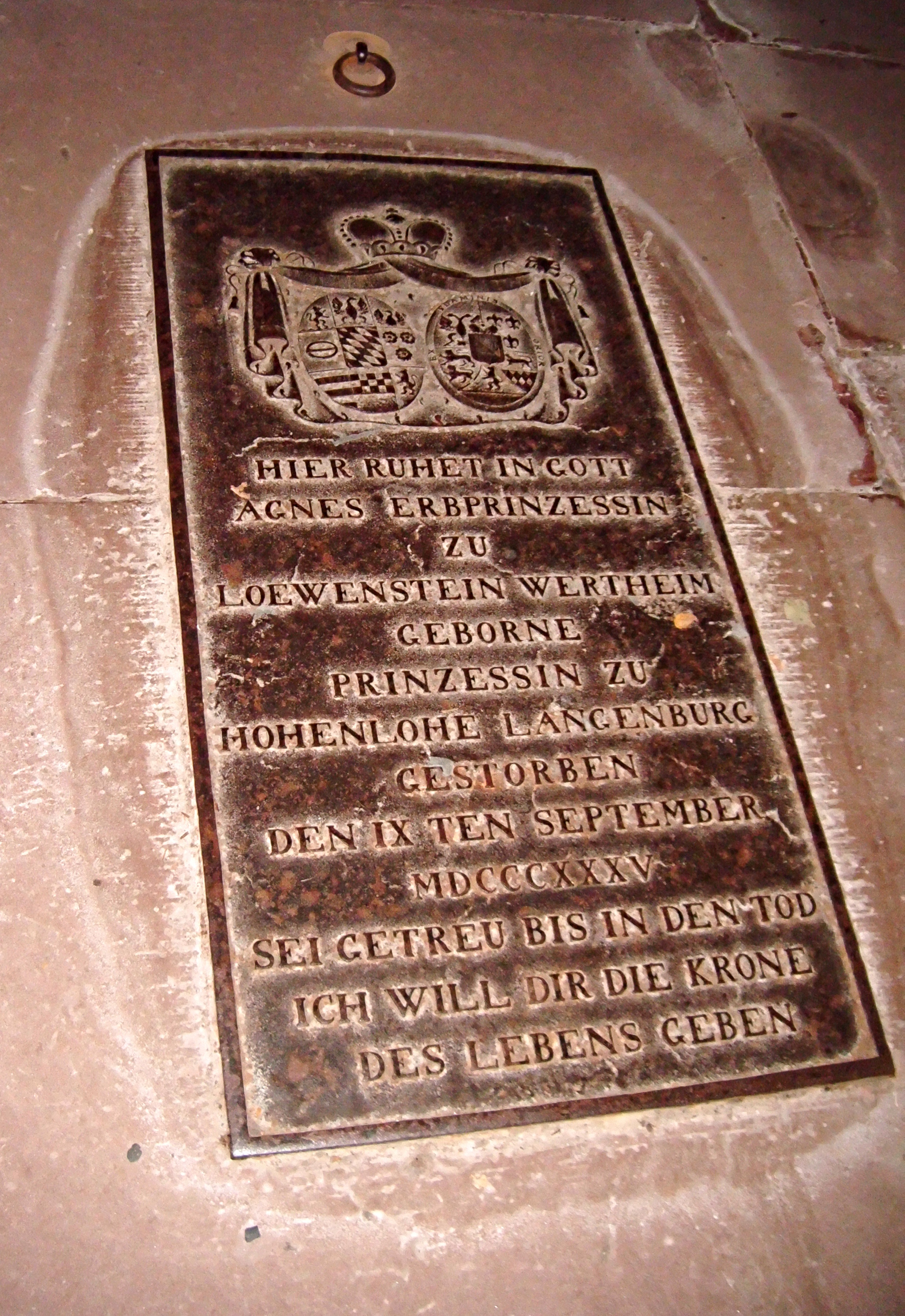
Náhrobní deska v klášteře Engelberg, Grossheubach

- Adelaida z Löwenstein-Wertheim-Rosenbergu (3. dubna 1831 – 16. prosince 1909), hesenská kněžna, vévodkyně z Braganzy, ⚭ 1851 Michal I. Portugalský (26. října 1802 – 14. listopadu 1866), (vzdoro)král Portugalska
- Karel z Löwenstein-Wertheim-Rosenbergu (21. května 1834 – 8. listopadu 1921), 6. kníže Löwenstein-Wertheim-Rosenberg, dominikánský řeholník, první prezident Katolické společnosti Německa,
⚭ 1859 Adelheid Ysenburg-Büdingen (1841–1861)
⚭ 1863 Žofie z Lichtenštejna (1837–1899)

### Tituly a oslovení
- 5. prosince 1804 – 31. května 1829: Její Jasnost princezna Anežka Hohenlohe-Langenburská
- 31. května 1829 – 9. září 1835: Její Jasnost dědičná kněžna z Löwenstein-Wertheim-Rosenberg, princezna z Hohenlohe-Langenburg

### Závěr života
Anežka zemřela ve věku třiceti let na zámku v Boru u Tachova a je pohřbena ve františkánském klášteře Engelberg v Großheubachu v Bavorsku.